# Nanos bimaculatus
Nanos bimaculatus là một loài bọ cánh cứng trong họ Bọ hung (Scarabaeidae).